# Stereochlaena caespitosa
Stereochlaena caespitosa är en gräsart som beskrevs av Clayton. Stereochlaena caespitosa ingår i släktet Stereochlaena och familjen gräs. Inga underarter finns listade i Catalogue of Life.